# Красненский сельский совет (Кобелякский район)
Красненский сельский совет (укр. Красненська сільська рада) — входит в состав
Кобелякского района
Полтавской области
Украины.
Административный центр сельского совета находится в 
с. Красное.

## Населённые пункты совета
- с. Красное
- с. Гаевое
- с. Грицаевка
- с. Сосновка